# مام ارمنستان، گیومری
مام ارمنستان (ارمنی: Մայր Հայաստան Mayr Hayastan)) مجسمه یادبود گیومری زنی است تجسم‌بخشی به ملیت ارمنستان. آن مشابه یادبود مام ارمنستان در پایتخت ایروان است و در سال ۱۹۷۵ بر روی تپه ای در غرب شهر گیومری بنا شده‌است. توسط مجسمه سازان آرا سارگسیان و یرم وارتانیان هستند و معمار آن رافیک یغویان است